# 페이조아다
페이조아다(포르투갈어: feijoada)는 포르투갈, 브라질, 앙골라, 모잠비크 등 포르투갈어권 지역의 대표적인 음식이다. 돼지고기나 쇠고기 등을 넣어 만든 강낭콩 스튜의 일종으로, 거의 항상 쌀밥과 함께 먹는다. 고기를 넣지 않고 콩만으로 조리한 것은 포르투갈어로 "콩"을 뜻하는 "페이장"이라 부르며, 흔히 쌀밥과 함께 점심 식사 때 고기 요리 등의 부식으로 곁들인다. 고기 등 부재료를 넣어 조리한 페이조아다는 주말 점심 식사 주요리로 먹는다. 포르투갈 북부가 기원이며, 브라질에서는 페이조아다가 국민 음식 가운데 하나로 여겨진다.

## 이름
포르투갈어 "페이조아다(feijoada)"는 "콩(보통 강낭콩)"을 뜻하는 "페이장(feijão)"에 파생 접사 "-아다(-ada)"를 붙인 말로, "콩으로 된 것, 콩 요리"라는 뜻이다.

## 지역별 페이조아다

### 포르투갈
포르투갈 서북부(미뉴와 도루리토랄)에서는 흰콩을, 동북부(트라스우스몬트스)에서는 붉은콩을 사용하며, 돼지고기나 쇠고기 외에도 보통 토마토, 당근, 양배추와 같은 채소를 넣어 만든다. 쇼리수, 모르셀라, 파리녜이라 등 소시지를 넣기도 한다.

### 다른 지역
- 페이조아다 아 브라질레이라(브라질식 페이조아다): 브라질에서는 검은콩과 돼지고기 또는 쇠고기를 사용해 만든다. 주로 파로파, 흰쌀밥, 볶은 양배추, 그리고 오렌지 조각 등과 함께 낸다.
- 페이조아다 아 티모렌스(동티모르식 페이조아다): 동티모르에서는 붉은강낭콩 여러 가지 돼지고기 부위, 쇼리수와 링구이사 등 소시지를 넣어 만든다. 파파야 잎을 넣는 것이 동티모르식 페이조아다만의 특징이다. 카사바, 고구마, 호박 등 채소를 넣기도 한다.

## 사진

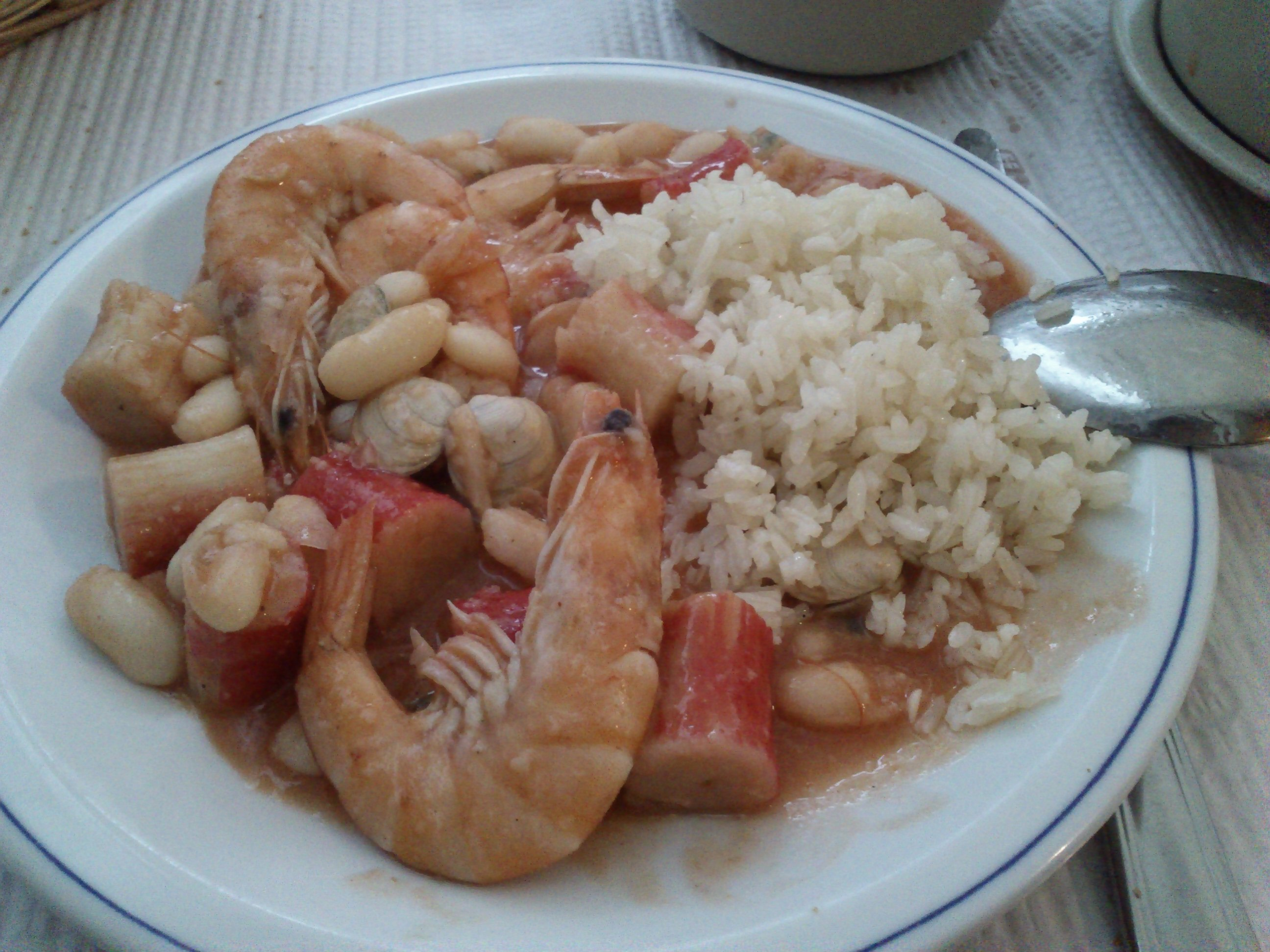
쌀밥을 곁들인 페이조아다 드 마리스쿠(해산물 페이조아다)
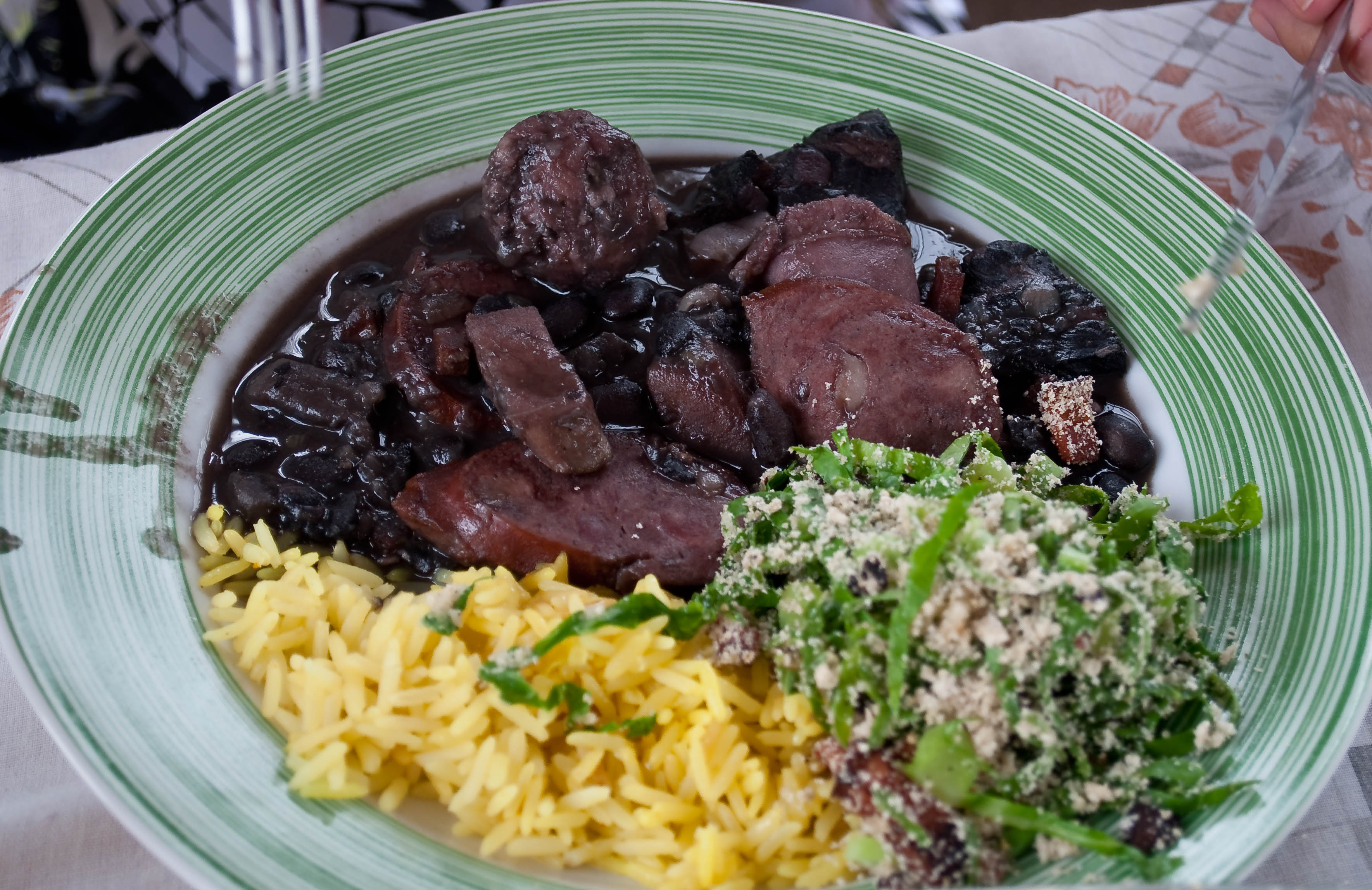
쌀밥과 샐러드를 곁들인 페이조아다 아 브라질레이라(브라질식 페이조아다)
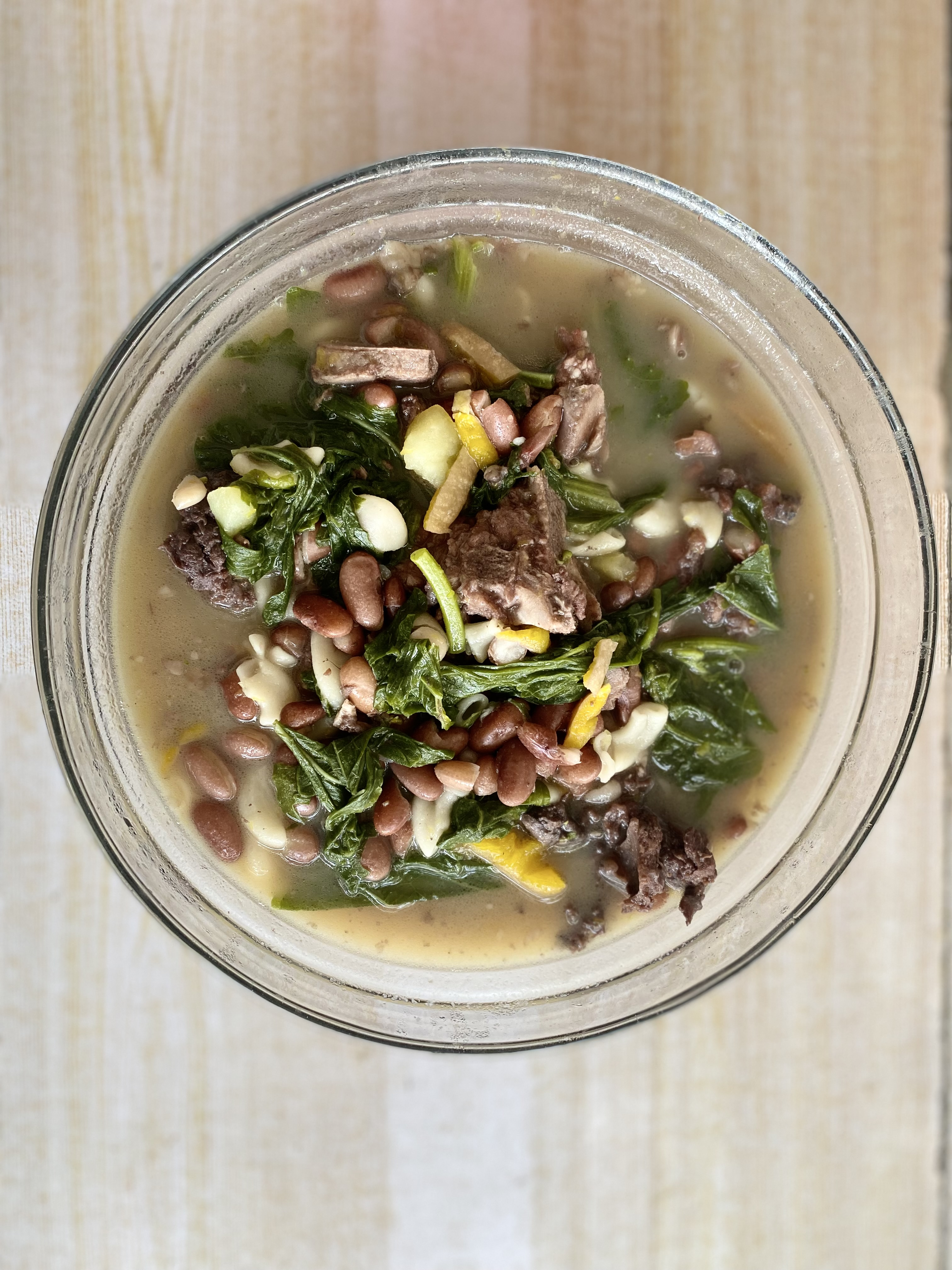
페이조아다 아 티모렌스(동티모르식 페이조아다)

## 같이 보기
- 페이장
- 아호스 이 페이장
- 파솔라다
- 파바다
- 로비오